# Stare Miasto (Nowy Sącz)
Stare Miasto – osiedle Nowego Sącza, zlokalizowane na wysokiej terasie międzyrzecznej w widłach rzek Dunajec i Kamienica Nawojowska. Rozciąga się w kierunku południowym po ulicę Mickiewicza, która stanowi granicę z osiedlem Centrum.
Granice osiedla pokrywają się niemal z granicami miasta Nowego Sącza, wyznaczonymi w 1884 roku. Obejmuje ono obszar miasta lokacyjnego (250 ha) z 1292 roku i część dawnego przedmieścia zwanego Węgierskim. W obecnych granicach od 1990 roku.